# Remarkables
Les Remarkables sont une chaîne de montagnes de Nouvelle-Zélande située dans l'île du Sud non loin de Queenstown. Elle est parcourue sur toute sa longueur par le quart sud de la frontière entre le district de Queenstown-Lakes, à l'ouest, et celui de Central Otago, à l'est.

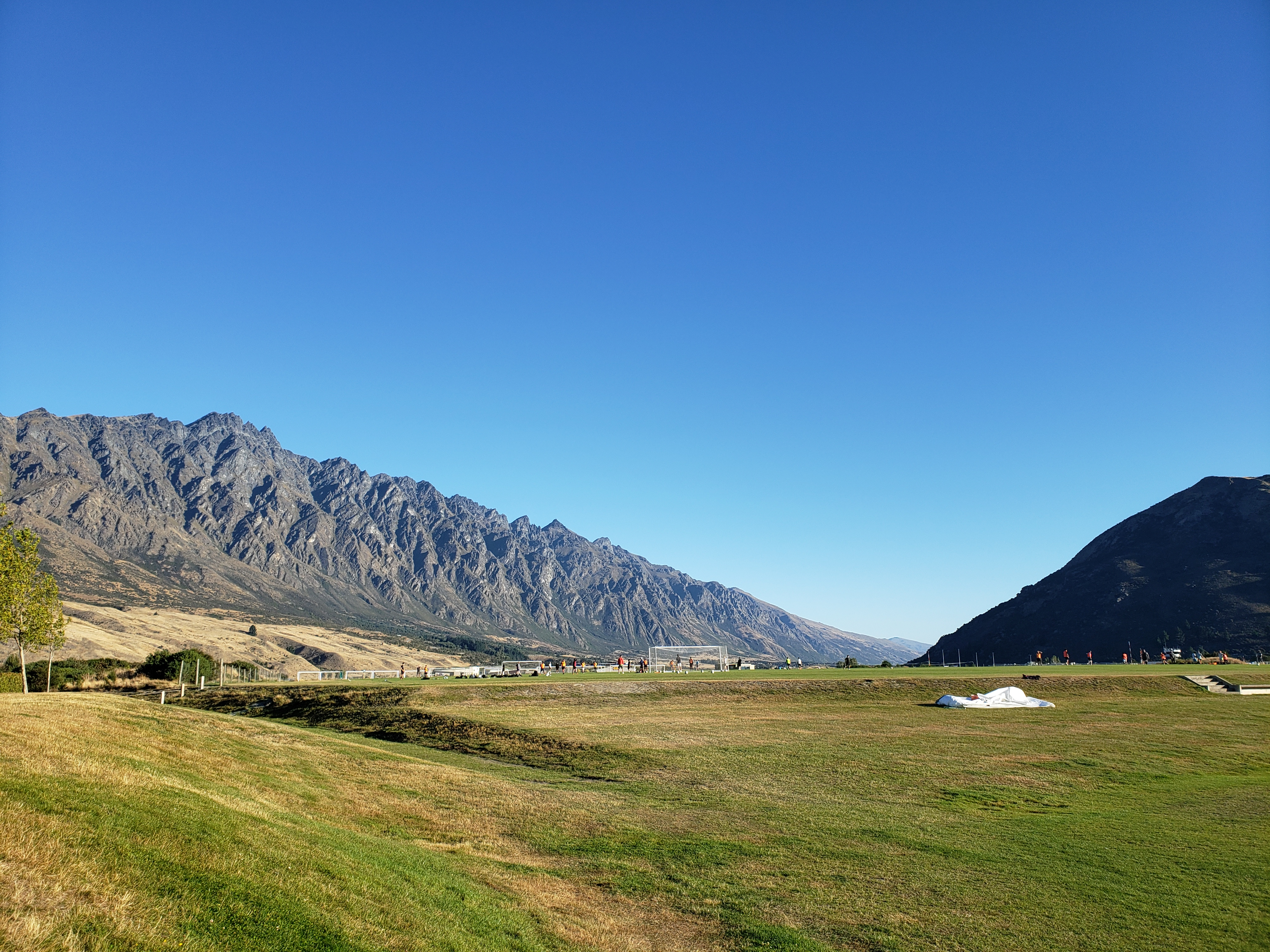
Vue des Remarkables de Frankton.

## Station de sports d'hiver

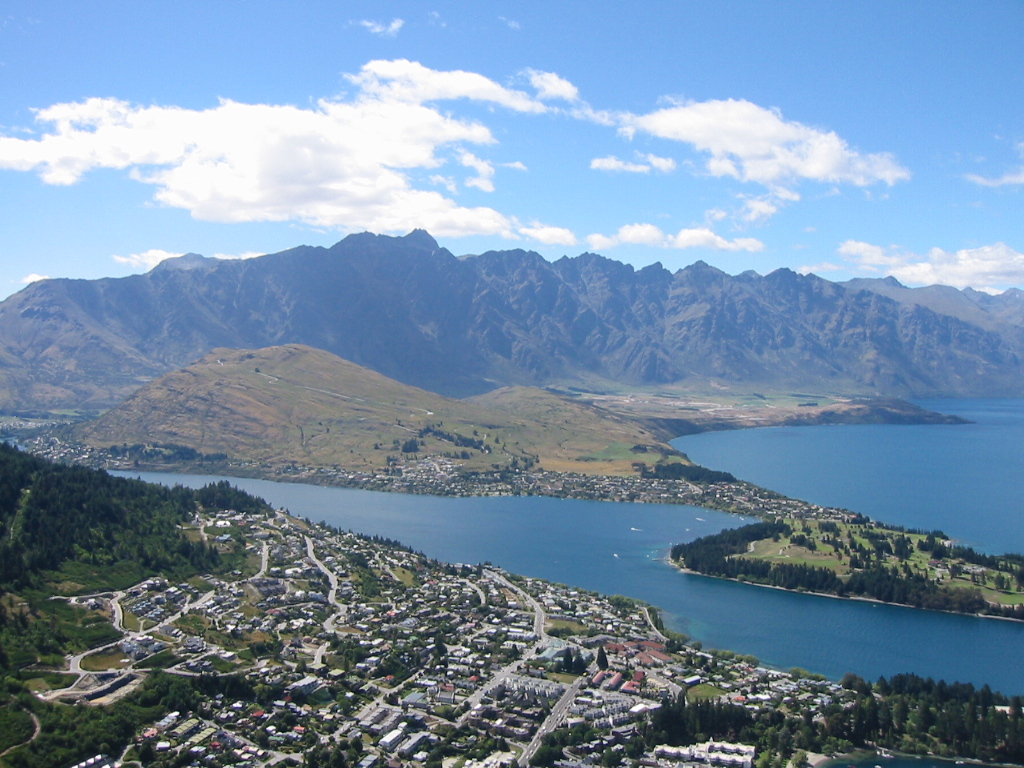
Vue depuis la télécabine en direction de Queenstown et une partie des Remarkables en arrière-plan.

La chaîne abrite une station de ski de 220 hectares particulièrement appréciée l'hiver, de mi-juin à début octobre. Des bus assurent la navette entre le domaine skiable et la ville de Queenstown, située à 25 kilomètres. Les pistes contrôlées et balisées sont desservies par six télésièges dont un débrayable inauguré en 2014 et 3 tapis roulants dans la zone débutants. Les niveaux de difficulté de la station se répartissent ainsi : 30 % débutant, 40 % intermédiaire, 30 % confirmé, et possède de très vastes terrains de ski hors-pistes confirmé à expert. L'enneigement annuel cumulé moyen est de 3,67 mètres. En 2007, un réseau de canons à neige a été installé et une nouvelle dameuse acquise. La station dispose de deux snowparks de différents niveaux, de débutant à expert. Avec Mt Hutt et Coronet Peak, The Remarkables sont une des trois stations néo-zélandaises détenues par le groupe NZSKI. Un nouveau lodge de base rassemblant restaurant, café, locations, services clients, commodités et boutique ainsi qu'un nouveau télésiège débrayable Leitner-Poma 6 places ont été inaugurés à l'ouverture de la saison 2014. La station prévoit de s'étendre à plusieurs nouveaux terrains skiables dans les années à venir. Un opérateur privé indépendant souhaite également aménager une télécabine de près de 14 kilomètres entre le centre commercial Remarkables près de l'aéroport de Queenstown et la base de la station.

Panorama des Remarkables depuis leur extrémité septentrionale.